# IJsbaan van Moskou
Er bevonden en bevinden zich een aantal ijsbanen in Moskou, Rusland. Hieronder worden de drie ijsbanen genoemd waarop een internationaal kampioenschap werd georganiseerd.

## Krylatskoje
Coördinaten: 55.759469° 0′ NB, 37.434604° 0′ OL 
De ijsbaan van Krylatskoje is de eerste overdekte ijsbaan van Rusland en werd in 2004 geopend. Krylatskoje is ook bandybaan.
Op 1 en 2 december 2007 zouden hier de wereldbekerwedstrijden verreden worden maar een week daarvoor, op 22 november 2007, werd een constructiefout ontdekt waardoor er abrupt instortingsgevaar dreigde. De wereldbekerwedstrijden gingen wel door, maar verhuisden naar de hal van Kolomna, zo'n 150 kilometer verderop.

### Grote kampioenschappen

#### Langebaanschaatsen
Internationale kampioenschappen
- 2005 - WK allround
- 2009 - WK sprint
- 2010 - WK junioren
- 2012 - WK allround

Wereldbekerwedstrijden
- 2006/2007 - Wereldbeker 3
- 2008/2009 - Wereldbeker 3
- 2010/2011 - Wereldbeker 6

Nationale kampioenschappen
- 2005 - RK sprint
- 2005 - RK allround
- 2006 - RK korte afstanden
- 2006 - RK lange afstanden
- 2007 - Russische wereldbekerkwalificatie
- 2009 - RK afstanden
- 2010 - RK allround
- 2010 - RK sprint
- 2011 - RK sprint
- 2012 - RK allround
- 2012 - RK sprint
- 2015 - RK sprint

#### Shorttrack
- 2015 - WK shorttrack

### Baanrecords
| Afstand              | Schaatser                                       | Land | Tijd     | Datum      |
| -------------------- | ----------------------------------------------- | ---- | -------- | ---------- |
| 100 m                | Aleksej Voronin                                 | RUS  | 10,75    | 28-02-2018 |
| 500 m                | Keiichiro Nagashima                             | JPN  | 34,91    | 18-01-2009 |
| 1000 m               | Shani Davis                                     | USA  | 1.08,66  | 18-01-2009 |
| 1500 m               | Håvard Bøkko                                    | NOR  | 1.45,46  | 22-11-2008 |
| 3000 m               | Koen Verweij                                    | NED  | 3.43,54  | 12-03-2010 |
| 5000 m               | Sven Kramer                                     | NED  | 6.14,23  | 18-02-2012 |
| 10.000 m             | Bob de Jong                                     | NED  | 12.59,21 | 23-11-2008 |
| Ploegenachtervolging | Pavel Bajnov Aleksandr Roemjantsev Ivan Skobrev | RUS  | 3.43,71  | 30-01-2011 |
| 2×500 m              | Pavel Koelizjnikov                              | RUS  | 69,870   | 28-10-2014 |
| Sprintvierkamp       | Shani Davis                                     | USA  | 139,560  | 17-01-2009 |
| Minivierkamp         | Aleksandr Razorenov                             | RUS  | 152,435  | 10-12-2011 |
| Kleine vierkamp      | Koen Verweij                                    | NED  | 148,518  | 12-03-2010 |
| Grote vierkamp       | Sven Kramer                                     | NED  | 149,327  | 18-02-2012 |

| Afstand              | Schaatsster                                 | Land | Tijd     | Datum      |
| -------------------- | ------------------------------------------- | ---- | -------- | ---------- |
| 100 m                | Aleksandra Goerjanova                       | RUS  | 11,49    | 03-12-2008 |
| 500 m                | Jenny Wolf                                  | GER  | 37,86    | 18-01-2009 |
| 1000 m               | Christine Nesbitt                           | CAN  | 1.15,59  | 30-01-2011 |
| 1500 m               | Christine Nesbitt                           | CAN  | 1.55,95  | 19-02-2012 |
| 3000 m               | Martina Sáblíková                           | CZE  | 4.01,80  | 18-02-2012 |
| 5000 m               | Claudia Pechstein                           | GER  | 6.49,92  | 22-11-2008 |
| 10.000 m             | Lada Zadonskaja                             | RUS  | 16.35,81 | 19-01-2012 |
| Ploegenachtervolging | Marrit Leenstra Diane Valkenburg Ireen Wüst | NED  | 3.01,13  | 30-01-2011 |
| 2×500 m              | Svetlana Zjoerova                           | RUS  | 76,340   | 24-12-2005 |
| Sprintvierkamp       | Wang Beixing                                | CHN  | 152,475  | 17-01-2009 |
| Minivierkamp         | Lotte van Beek                              | NED  | 159,488  | 12-03-2010 |
| Kleine vierkamp      | Ireen Wüst                                  | NED  | 161,050  | 18-02-2012 |

## Dinamostadion
Zie ook: Dinamostadion (Moskou)

### Grote kampioenschappen
- 1950 - WK allround vrouwen
- 1955 - WK allround mannen

## Leninstadion
Coördinaten: 55.715605° 0′ NB, 37.553802° 0′ OL 
Zie ook: Olympisch Stadion Loezjniki

### Grote kampioenschappen
- 1962 - WK allround mannen

Arena Ritten ·
Asama Onsen Skating Rink ·
De Bonte Wever ·
De Uithof ·
Vechtsebanen ·
Sportpaleis Krylatskoje ·
IJsstadion Davos · 
Fram kunstisbane ·
Gaétan Boucher Oval ·
Gunda Niemann-Stirnemann Halle ·
Hamar Stadion ·
Heilongjiang Indoor Rink ·
Horst-Dohm-Eisstadion ·
Ice Arena Tomaszów Mazowiecki ·
IJssportcentrum Eindhoven ·
IJsstadion Stadspark ·
Isstadion Eskilstuna ·
James B. Sheffield Olympic Skating Rink ·
Jeonju Ice Rink ·
Provinciale ijsbaan van Jilin ·
Guidant John Rose Minnesota Oval ·
Kometa ·
Leangen Kunstis ·
Lövsta Idrottsplats ·
Ludwig Schwabl Stadion ·
M-Wave ·
Machiyama Highland Skating Center ·
Max Aicher Arena ·
Medeo ·
Minsk Arena ·
National Speed Skating Oval ·
No Mori Skating Centre ·
Olympia Eisstadion Innsbruck ·
Olympic Oval ·
Oulunkylä ·
Oval Lingotto ·
Pettit National Ice Center ·
Ruddalens IP ·
Savalen kunstisbane ·
Skien isstadion ·
Slåtthaug kunstisbane ·
Sørmarka Arena ·
Sportforum Hohenschönhausen ·
Sportpaleis Alau ·
Stade de Patinage Olympique ·
Stadio del Ghiaccio ·
Taereung Ice Rink ·
Thialf ·
Tokachi Oval ·
Tomakomai Highland Sport Center ·
Tor Stegny ·
Uiam Rink ·
Uralskaja Molnija ·
US High Mountain Altitude Sportcenter ·
Utah Olympic Oval ·
Valle Hovin kunstisbane ·
Vikingskipet ·
Skating Center Karuizawa